# Rudolf Jaroslav Kronbauer
Rudolf Jaroslav Kronbauer (17. července 1864 Lichoceves u Noutonic – 25. března 1915 Praha-Podolí) byl český novinář, spisovatel, divadelní a výtvarný kritik.

## Život
Narodil se jako čtvrté z devíti dětí (třetí ze sedmi synů) Viléma Kronbauera (1821–1890), hospodářského správce statku v Lichocevsi, a jeho manželky Rosalie, rozené Šrajerové (* 1839). Roku 1883 maturoval na gymnáziu v Mladé Boleslavi. Roku 1884 se stal redaktorem Hlasu národa a začal přispívat také do dalších periodik. Zároveň nastoupil jako úředník do ústavu pro duševně choré v Kosmonosích. Roku 1885 se rodina přestěhovala do Prahy. Rudolf pokračoval v publicistice, ale také v úřední praxi, nyní v Zemské porodnici v Praze. Dekretem z 18. dubna 1888 byl jmenován účetním asistentem zemského výboru Království českého. V letech 1896–1902 vystudoval práva na právnické fakultě Karlovy univerzity v Praze, v únoru 1902 za předsednictví prof. Albína Bráfa vykonal rigorosní zkoušku a získal doktorát. Poté byl jmenován komisařem na zemském finančním ředitelství v Praze.
Jako redaktor Hlasu národa působil jednak společně s Václavem Štechem: redigovali Noviny mládeže, dále sám v letech 1888–1897 vedl beletristickou Nedělní přílohu. V letech 1902–1908 přispíval také do Kalendáře česko-židovského a do Česko-židovských listů. Jako kritik divadla a výtvarného umění publikoval pod pseudonymem "J. Hasina", nebo pod šiframi Dr.K, Dr.R.J.K., R.K, -auer. Byl divadelním referentem a redaktorem Národních listů, členem redakce Máje a spoluorganizoval stejnojmennou novinářskou organizaci. Napsal řadu napínavých beletristických prací, jak povídek, tak románů. Je také autorem vzpomínkových knih.
Za svůj život mnoho fotografoval. Do knih jiných spisovatelů přispíval fotografiemi, byl autorem fotografií mnoha herců a dalších známých osobností. A také autorem řady malých grafik, některé z nich byly použity na pohlednicích. Používal pseudonym A. Stráň. Jezdíval rád do Bakova nad Jizerou na prázdniny i s rodinou.
Byl pohřben v Praze na Olšanech.

## Rodina
Oženil se s Emilií, rozenou Kettnerovou (* 1868), se kterou měl dcery Jarmilu (* 1893), Emilii (* 1894) a Johannu (* 1899). Jarmila (* 1893) byla známá jako herečka, zpěvačka a pedagožka, oceněná jako zasloužilá umělkyně.
Právníkem byl také Rudolfův mladší bratr Artur (* 1866). Bratr Jindřich (* 1869) se stal lékárníkem. Obě sestry se staly učitelkami, Karla Slavíková-Welsová-Kronbauerová (* 1862) se později stala herečkou Národního divadla a divadelní pedagožkou.

## Literární dílo

### Povídková tvorba
- Z posledních stanic (1890)
- Bez matek a bez otců (1899)
- Z pražských katakomb (1903)
- Ze života naší bohémy (1904)
- Záhadné příběhy a vzpomínky (1904)
- Dvanáct hodin v pancéřové síni (1905)
- Sedmá velmoc (1907)
- Dana a jiné povídky (1907)

a jiné

### Romány
- Řina (1902) - Roku 1926 Jan S. Kolár tento román přepsal do scénáře a natočil ho jako němý film Řina, tři lásky Řiny Sezimové, s Jarmilou Kronbauerovou v hlavní roli.
- Krásná Uherka (1905)
- Snoubenci umělecké lože (1912)
- Osiřelé dítě (1919)
- Duelanti (1906)
- Alma
- Jedináček
- Jizvy (1901)